# NGC 1723
NGC 1723 (другие обозначения — MCG -2-13-29, IRAS04571-1103, PGC 16493) — спиральная галактика в созвездии Эридана. Открыта Эрнстом Темпелем в 1882 году. Описание Дрейера: «тусклый объект, расположен между двумя звёздами 9—10-й величины к северу и к югу, третья звезда находится к востоку». По красному смещению, величина которого соответствует скорости удаления в 3740 км/с, галактика находится в 175 миллионах световых лет от Млечного Пути, её диаметр составляет 180 тысяч световых лет.
В галактике наблюдаются проявления взаимодействия с другой галактикой: один из её спиральных рукавов вытянут в направлении другой небольшой галактики. Масса самой галактики составляет около 1012 M⊙, масса расположенной в центре чёрной дыры составляет 2—6⋅106 M⊙. NGC 1723 входит в состав группы галактик NGC 1723. Помимо NGC 1723 в группу также входят NGC 1721, NGC 1725, NGC 1728 и MCG -2-13-21.
Этот объект входит в число перечисленных в оригинальной редакции «Нового общего каталога».